# 시가촌 (시가현)
시가촌(滋賀村)은 시가현 시가군에 설치되었던 촌이다. 현재의 오쓰시에 해당한다.